# まちの駅 長岡大学

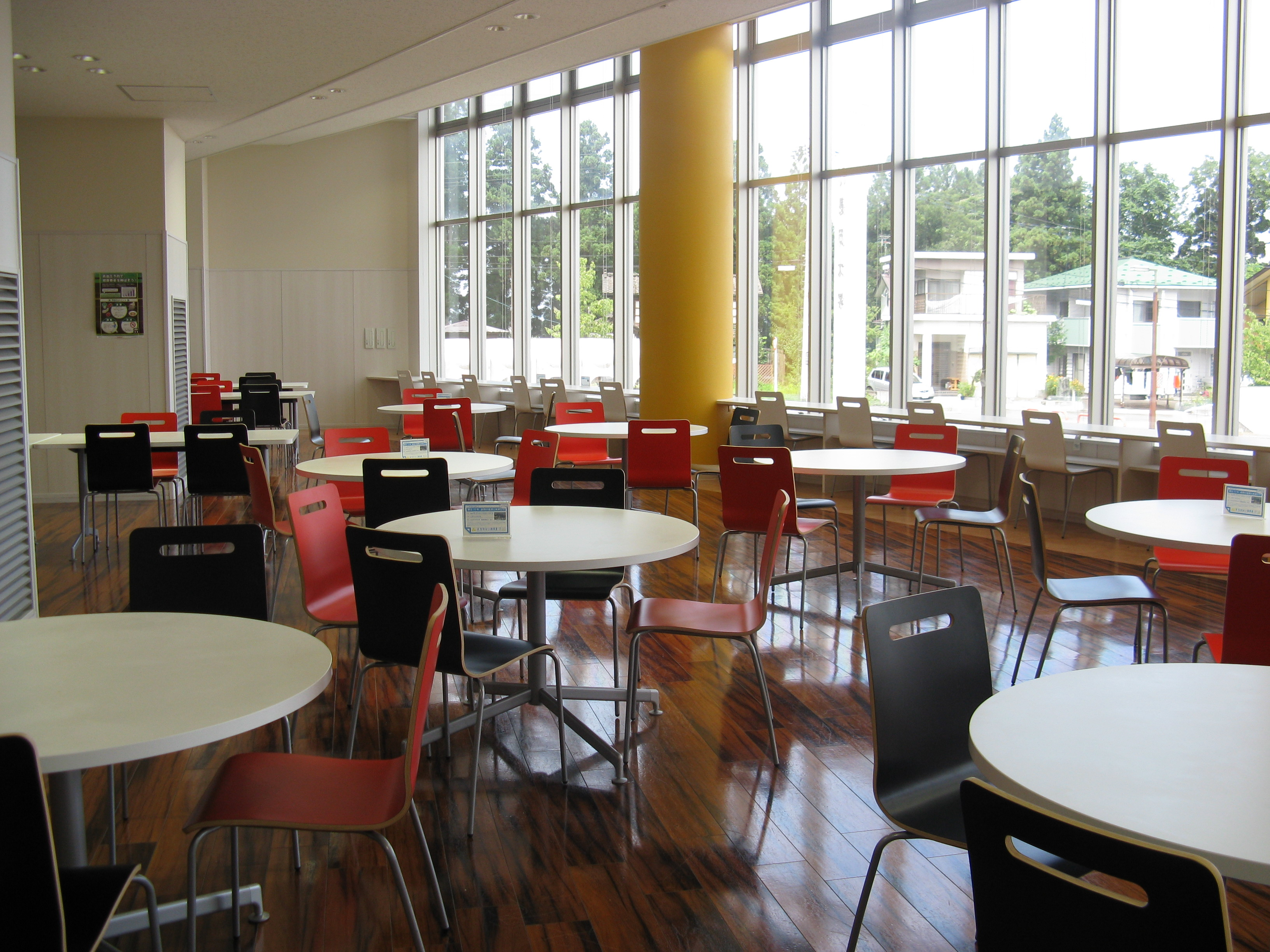
学食内テラス席

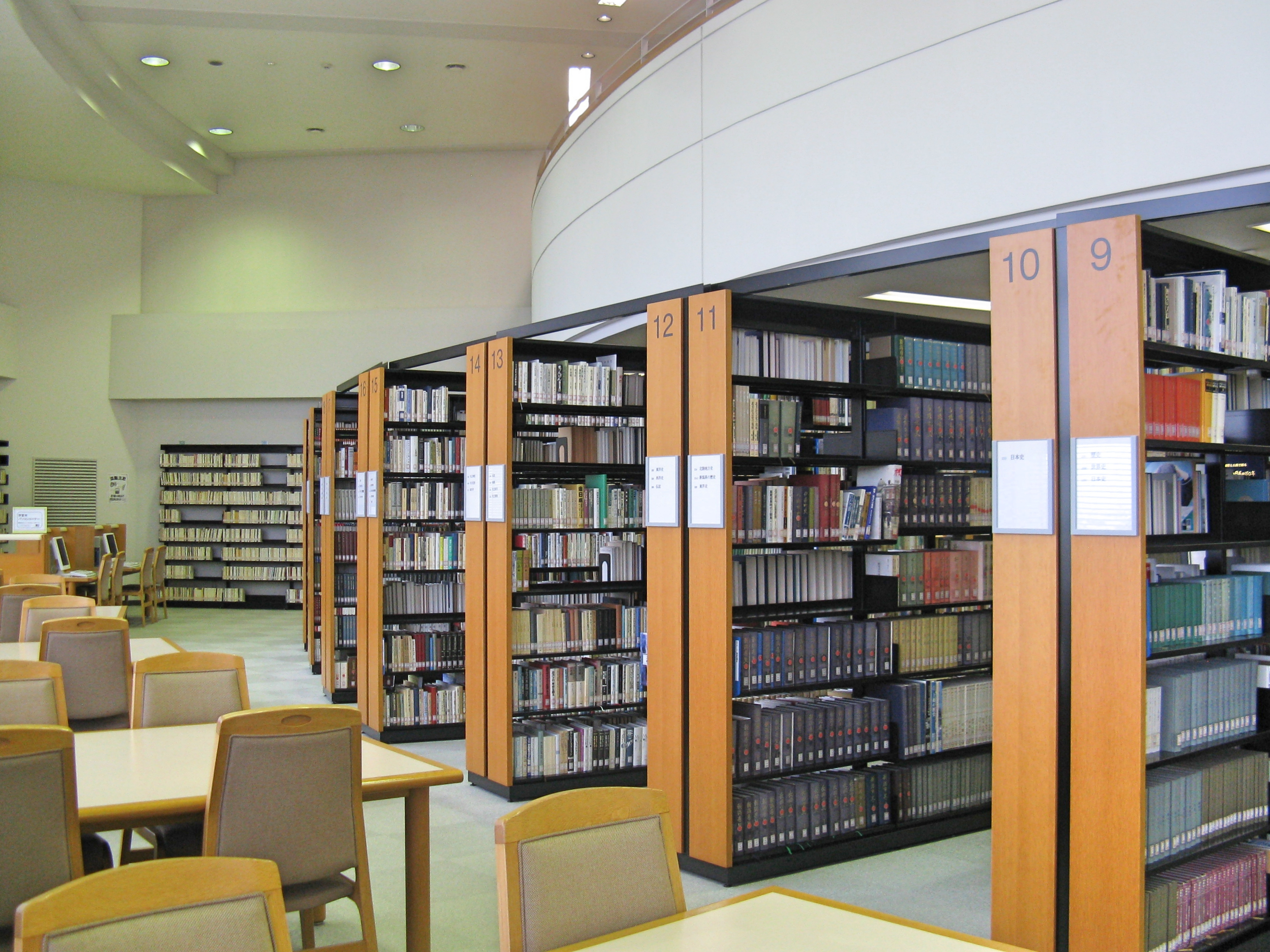
図書館の様子

まちの駅 長岡大学（まちのえき ながおかだいがく）は、新潟県長岡市御山町にある、長岡大学の学内を開放した休憩施設。2007年11月1日に認定された。悠久山散策の拠点として、学食や図書館などが開放されている。このため化粧室などが外部利用者でも利用可能となっている。

## 所在地
新潟県長岡市御山町80-8

## 開業時間および休業日
- 開業時間 ： 9:00 - 16:00
- 休業日 ： 土・日曜日・祝日・入試日・夏期休業日・冬期休業日

## 学食利用時間
月〜金の授業日 11:00 - 14:00（ラストオーダー13:30）
※学食へ直接行ける出入り口があり、学内をあまり通らずに靴のまま入ることができる。

## 図書館利用について
- 図書館 利用案内